# Liste der Baudenkmäler in Pfakofen
Auf dieser Seite sind die Baudenkmäler in der Oberpfälzer Gemeinde Pfakofen zusammengestellt. Diese Tabelle ist eine Teilliste der Liste der Baudenkmäler in Bayern. Grundlage ist die Bayerische Denkmalliste, die auf Basis des Bayerischen Denkmalschutzgesetzes vom 1. Oktober 1973 erstmals erstellt wurde und seither durch das Bayerische Landesamt für Denkmalpflege geführt wird. Die folgenden Angaben ersetzen nicht die rechtsverbindliche Auskunft der Denkmalschutzbehörde.

## Baudenkmäler nach Ortsteilen

### Pfakofen
| Lage                      | Objekt                      | Beschreibung | Akten-Nr.    | Bild                        |
| ------------------------- | --------------------------- | --- | ------------ | --------------------------- |
| Ortsstraße 23 (Standort)  | Pfarrhof                    | zweigeschossiger Satteldachbau mit Halbwalm, über hakenförmigem Grundriss, 18. Jahrhundert | D-3-75-182-2 | Pfarrhof                    |
| Ortsstraße 23a (Standort) | Steinkreuz                  | griechische Form mit verbreitertem Fuß, Kalkstein, wohl mittelalterlich | D-3-75-182-8 | Steinkreuz                  |
| Ortsstraße 23a (Standort) | Kath. Pfarrkirche St. Georg | Saalbau mit eingezogenem Chor und Flankenturm, Rauputz mit Bankziegel und Natursteinstreifen, Neue Sachlichkeit, 1929, Turm mittelalterlich, Sakristei barock, an der Außenwand Grabmäler derer von Königsfeld, 1601 und 1629; mit Ausstattung | D-3-75-182-1 | Kath. Pfarrkirche St. Georg |

### Pfellkofen
| Lage                             | Objekt                                   | Beschreibung | Akten-Nr.    | Bild                                     |
| -------------------------------- | ---------------------------------------- | --- | ------------ | ---------------------------------------- |
| Gailsbacher Straße (Standort)    | Dorfkapelle                              | Historische Ausstattung, Geißelheiland, 2. Viertel 18. Jahrhundert; in Kapellen-Neubau | D-3-75-182-4 | Dorfkapelle                              |
| Gemeindeholz; Feldetz (Standort) | Waldkapelle, sogenannte Bildreis-Kapelle | giebelständiger Saalbau mit Flachsatteldach und Vorzeichen auf Granitpfeilern, 1842; mit Ausstattung; Kalvarienberg, drei Blechschnittkreuze mit Maria, 19. Jahrhundert                                                                                       | D-3-75-182-5 | Waldkapelle, sogenannte Bildreis-Kapelle |
| Gemeindeholz; Feldetz (Standort) | 14 Kreuzwegstationen                     | Entlang des Wegs zur Waldkapelle, sogenannte Bildreis-Kapelle, Kreuzweg, 14 Stationspfeiler mit Satteldach, Sandstein, 1845 | D-3-75-182-5 | 14 Kreuzwegstationen                     |
| Ortsstraße 72a (Standort)        | Kath. Filialkirche Mater Dolorosa        | Saalbau mit eingezogenem Chor und Flankenturm mit Spitzdach, Langhaus wohl 14. Jahrhundert, Chor und Turm um 1500, 1866 nach Westen verlängert; Friedhofsmauer, teilweise mit Nischen, Bruchstein, wohl 17. Jahrhundert, mit Grabsteinen des 19. Jahrhunderts | D-3-75-182-3 | Kath. Filialkirche Mater Dolorosa        |

### Rogging
| Lage                             | Objekt                                                     | Beschreibung | Akten-Nr.    | Bild                                                       |
| -------------------------------- | ---------------------------------------------------------- | --- | ------------ | ---------------------------------------------------------- |
| Hauptstraße 16 (Standort)        | Bauernhaus                                                 | zweigeschossiger und traufständiger Satteldachbau mit Holzaltane, 18./19. Jahrhundert                                                                                      | D-3-75-182-7 | Bauernhaus                                                 |
| Nähe Einhauser Straße (Standort) | Kath. Filialkirche St. Johannes Ev. und St. Johannes Bapt. | Saalkirche mit Satteldach, Chorturm und Zwiebelhaube und Vorzeichen, romanisch, um 1700 umgestaltet; mit Ausstattung; Friedhofsmauer, Bruchstein, wohl 17./18. Jahrhundert | D-3-75-182-6 | Kath. Filialkirche St. Johannes Ev. und St. Johannes Bapt. |